# Новосілка (Івано-Франківський район)
Новосі́лка — село Тлумацької міської громади Івано-Франківського району Івано-Франківської області на річці Дністер. До 2020 у складі Петрилівської сільської ради
Відповідно до Розпорядження Кабінету Міністрів України від 12 червня 2020 року № 714-р «Про визначення адміністративних центрів та затвердження територій територіальних громад Івано-Франківської області» увійшло до складу Тлумацької міської громади.

## Географія

### Географічне розташування
Координати села Новосілка для смартфона або навігатора (GPS/GLONAS) - Широта (latitude) 48.9876335, Довгота (longitude) 25.0357235, Протяжність кордонів села Новосілка з півночі на південь = 1 км 843 м, із заходу на схід= 700 м. Географічні координати – Широта 48°59′15″ пн. ш., Довгота 25°2′9″ сх.д. (1)
Село знаходиться на лівому березі Дністра, у мальовничому куточку Івано- Франківської області, , віддаль до Тлумача – 31 км, до Івано-Франківська – 38 км, давня назва Новосельці, Nowossilcze (1423, ZDM, VII, 219); Nowosziolka (1578, Zdz, XVII UL, 86), Nowosiolka ad Nizniov (1658, ЛБН ВР, ф. 145, спр. 19, фас. 4); Nowosiolka (1787, ЛЦДІА, ф. 19, оп. 9, спр. 119), Nowosiolka (1855, AKKGL, BL – 45); Nowosioika (1886, SG, VII, 276); Новосілка (1947, АТП, 518); Новосілка (2009, ІФ АТП’ , 170). – давня назва утворена семантичним способом від апелятива новосельці, люди, які недавно тут поселилися, нові поселенці, люди, які оселилися в новому селі. 
Регіонально, село Новосілка, належить до  Покуття. Галичина — регіон неоднорідний і ділиться за історично-географічними, діалектними та етнографічними особливостями. У межах Галичини виділяють такі регіони: Західне Поділля, Опілля, Наддністрянщина, Підгір'я, Покуття, Надсяння, північні частини Бойківщини, Гуцульщини та Лемківщини. Зокрема, в Галичині побутують наддністрянський, бойківський, покутсько-буковинський, надсянський та лемківський говори.
Саме слово "Покуття" вперше згадано в архівних джерелах ще 1395 року. Відтоді воно постійно присутнє в нашій історії. Найбільшу працю про цей край залишив видатний польський етнограф Оскар Кольберґ – чотиритомник "Покуття" (Краків, 1880-і).  До Покуття належать землі південно-східної Івано-Франківщини. Покуття дивує мозаїкою місцевих звичаїв і традицій, пісенним і танцювальним багатством, казками й приказками. У давнину за покутські землі тривала постійна боротьба між молдованами, волохами та поляками, їх плюндрували татаро-турецькі орди, над ними століттями панували польські вельможі, австрійські чиновники, комуністична московська тиранія. Тож закономірно, що місцевий корінний люд не корився ворогам. Дотепер цей край береже пам’ять про ватажка повстанців Івана-Муху, про легендарного коломийського містянина Ференца Горбаша (Федя Горбаня), про козацького полковника Семена Височана, про опришків, про Весну народів (1848 р.), про січовий і каменярський рух, про ЗУНР і січових стрільців, про безкомпромісну боротьбу ОУН й УПА. Покутяни брали найактивнішу участь у Помаранчевій революції та Революції гідності, а тепер воюють з московитами у  російсько-українська війні, яка вже йде понад  десять років.
На Покутті живуть працелюбні люди з багатовіковим хліборобським досвідом, творці й носії коломийок, патріоти, сини й доньки, які люблять свою маленьку батьківщину в куточку України – Покуття. 

### Ландшафт
Новосільські гори, як початок Дністровського каньйону. В районі сіл Новосілка і Петрилів розташоване узвишшя, яке названо  Новосільськими Горами. Назва утворена способом лексикалізації та онімізації словосполучення, у якому опорним компонентом є апелятив гори, мн. від гора, значне підвищення над навколишньою місцевістю…, а атрибутивним членом – прикметник новосівські (новосільські, що вказує на розташування підвищення біля села Новосілка). 
В районі села Новосілка розпочинається Дністровський каньйон унікальним відслоненням юрського періоду. Каньйон, утворений річкою Дністер внаслідок специфічної геологічної будови місцевості, а також тектонічних рухів та процесів водної і вітрової ерозії. Дністровський каньйон бере початок від гирла Золотої Липи до гирла Збруча, а довжина його становить близько 250 км, що забезпечує Дністровському каньйону місце серед найбільших каньйонів не лише України, а й Європи. Дністровський каньйон, визнаний одним із 7 природних чудес України. Івано-франківська частина Дністровського каньйону відноситься до КП «Дністровський регіональний ландшафтний парк імені Сергія Дідича», що охоплює Городенківський та Тлумацький райони області на загальній площі майже 20 тисяч гектарів. Саме перед ним стоїть завдання зі збереження цього унікального природного та історико-культурного комплексу. Дністровський каньйон – це своєрідний музей геології, адже тут можна побачити історію земної кулі «в розрізі». Його називають книгою сотворення світу. 

## Флора
Природа на берегах Дністровського каньйону дійсно є унікальною – завдяки особливому мікроклімату та притаманним місцині низовинним вітрам. Тут помітно тепліше, ніж у гірській частині області, завдяки чому і збереглися унікальні реліктові рослини, яких більше немає ніде в Україні, а для птахів утворилися сприятливі умови для гніздування. Багатими на рослинність є схили каньйону, прибережні луки та поля. Серед рослин є багато реліктових, ендемічних та рідкісних видів, таких як, наприклад, лілія лісова, горицвіт, первоцвіт, ромашка лікарська, молодило руське, ефедра двоколоса, ясенець білий, мигдаль степовий, цибуля круглонога, зіновать подільська, таволга польська, клокичка периста, ковили волосиста, пірчаста, периста та вузьколиста, сон великий і чорніючий тощо. Більшість цих рослин занесена до Червоної книги України. Природна трав'яниста рослинність збереглася на сіножатях, пасовищах, а також у заплавах річок - це жовтець язиколистий, цикута отруйна, глечики жовті, рідкісний вид папороті - щитник Роберта, валеріана висока, віхалка гілляста, холодок тонколистий, буквиця лікарська, головатень, бородач звичайний, пирій повзучий, шавлія кільчаста, самосил гайовий, горицвіт, ковила волосиста.

## Фауна
Різноманітним є тваринний світ каньйону. У лісах і полях Придністров'я поширені такі тварини: вепр, сарна, борсук, заєць сірий, лисиця, куниця, тхір, ласка, ховрах, хом'як, сіра полівка, їжак, вивірка. На кам'яних схилах і в чагарниках живуть ящірки, мідянки, гадюки, вужі. Десятки видів птахів освоїлись у лісах, луках, річкових заплавах і на схилах стрімких пагорбів. Поширені такі птахи: зозулі, соловейки, ластівки, дикі качки і гуси, мартини, сірі чаплі та чепури, круки, яструби, шуліки, горлиці, чайки, лелеки білі і чорні, білі чаплі, трясогузки білі, куріпки сірі, сороки, сови сірі та вухаті, горобці, синиці, сойки, дятли, яструби, одуди, ластівки, стрижію.
У річці Дністер є 40 видів риб: короп, підуст, окунь, сом, марена, лящ, судак, щука, верхоплавка та багато інших. На луках та полях можна зустріти плазунів : ящірку прудку, вужів, гадюк, жабу трав'яну, ропуху сіру, а біля річок черепаху болотну. Велика кількість жаб і раків свідчать про допустиму екологічну чистоту дністровської води. У порівнянні з іншими великими річками, Дністер вважається однією з найчистіших річок Європи.
На превелику радість екологів тут багато комах, близько 50 видів яких занесені до Червоної книги України. Найбільш популярні з них дозорець-імператор, жук-самітник, красуня-діва, кордулегастер кільчастий, кошеніль польська, пахучий і волохатий стафіліни, вусачі дубовий, великий, західний та мускусний, земляний хрестоносець, махаон, аполлон, мнемозина, бражник мертва голова та багато інших. 

## Клімат
У селі Новосілка клімат помірковано-континентальний. Клімат формується під переважним впливом вологих повітряних мас Атлантичного океану та Середземного моря. Вторгнення арктичних повітряних мас з північного сходу взимку спричиняє різке зниження температури повітря, а середземноморського повітря з південного заходу влітку — підвищення температури повітря та інтенсивність посушливих явищ.
У районі села спостерігаються м'які зими з відлигами і нестійким сніговим покровом (сніговий покрив залягає протягом 100 днів, а в малосніжні зими — 50; середня висота снігового покриву становить 6—10 см). Весняні приморозки тривають до третьої декади квітня, в окремі холодні весни — до третьої декади травня. 
Зима м'яка з середньою температурою січня −7 °C, літо тепле з середньою температурою липня + 19° С. Сума активних температур становить 2400—2500°, річна кількість опадів 610—750 мм. Середня тривалість безморозного періоду 155—160 днів. Влітку часто бувають посухи, дощі переважно грозові і тривають недовго. 

## Ріка Дністер в житті села Новосілка
Споконвіку люди селилися на берегах річок, тому що знали: вони дають життя! Люди села Новосілка не були винятком і не дарма облюбували цю мальовничу чудову місцину на березі Дністра, яка є важливим джерелом води.  На його берегах є родючі ґрунти, які дозволяють займатися сільським господарством. Ріка давала вдосталь риби, що робить її привабливою  для рибалок. 
Дністер з давніх часів був цариною господарських, торгівельних, культурних стосунків між регіонами краю і сусідніх країн. У його басейнах зароджувалися перші землеробські общини і перші форми суспільно-політичної організації на зразок трипільської культури. Вплив людини на ландшафт басейну верхнього Дністра триває від палеоліту до сьогодення.

### Повені та паводки в межах села
Дністер несе багато води. Підвищена водоносність пояснюється тим, що верхня частина його басейну розташована в Карпатах і Передкарпатті. Весняна повінь, або як здавна казали "водопілля", є звичною фазою життя річки.  Повені та паводки — характерне явище для Дністра. Стік Дністра характеризується майже безперервним чергуванням паводків, які проходять по річці як навесні, так і влітку та восени. Високі паводки викликаються раптовим таненням снігу, дощами, а влітку сильними зливами. Літні паводки по висоті часто перевищують весняну повінь. Води Дністра під час паводків несуть багато наносів. Дедалі частіше відбуваються повені та паводки, які пов’язують їх з масовими вирубками лісу. Дерева мають важливу функцію утримання та вбирання води, особливо під час дощів та танення снігу. Ліс виконує водоохоронні та ґрунтозахисні функції: регулює поверхневий стік та гідрологічний режим, протидіє ерозії ґрунтів, стабілізує річкові русла. А також впливає глобальне потепління, яке спричинює нестабільність кліматичних циклів, відбувається часта зміна періодів посух і злив.  

### Захист від повеней мешканцями села
Частина села Новосілка впритул доходить до р. Дністер, що спричиняє підтопленню цих господарств під час повеней. Зі спогадів старожилів знаємо, що в Новосілці, щоб захиститися від повеней громада села вирішила обкопати земляним валом поля селян. Спеціальний захисний вал - річкова дамба, яка мала забезпечити захист у випадку повеней і паводків. Цей захисний вал мешканці села копали лопатами вручну три роки і ці господарські роботи можна назвати справжнім подвигом. Почали копати у 1933 р., а закінчили у 1935 р. Цей вал був цілою інженерною спорудою,  селяни здійснили свій замисел самотужки. Захисний вал був завдовжки 5 км, на вищих місцях висотою 1,5 м, а по нижчих сягав 3-4 метрів. Цей вал багато разів захищав поля і село від повеней.

### Судноплавство на Дністрі та новосільчани
Дністер впродовж багатьох тисячоліть відігравав роль основної транспортної артерії, що зв’язувала Прикарпаття і пониззя з Балканами. Історія Дністра як водного шляху сягає в глибоку давнину. Ще Геродот згадував про р. Тірас (стародавня назва Дністра). Відомо, що Дністром як водним шляхом користувалися білі хорвати. З часів Київської Русі до середини 19 століття Дністром сплавляли до чорноморських портів цінну деревину, вивозили зерно, хутро, мед, вироби місцевих ремісників. По ріці сплавляли дарабами дерево з Карпат до тартаків розташованих над Дністром. Офіційно судноплавство на Дністрі почало існувати з 1862 року. Австрійською владою було організовано вантажні та пасажирські перевезення, споруджено річковий порт у Галичі. В 1936 році у власності Громадського водного об’єднання у Станіславові перебувало 528 дністровських суден, зокрема на обліку було 57 спортивних човнів, 10 прогулянкових, 383 рибальських, 42 транспортних для господарських цілей.

Після приходу в Галичину радянської влади більшість дністровських плавальних засобів були вивезені на Волгу.

В період з другої половини XIX – початку XX століття австрійська влада видала важливі нормативно-правові акти природоохоронного характеру, які діяли доволі ефективно. Зокрема, комплексні нормативні акти: Лісовий закон 1852 року, Водний закон 1869 року, а також спеціальні закони: Закон про полювання 1849 року, Закон про рибальство 1885 року, Закон про регулювання річки Дністер 1896 р. Австрійська імперська влада видавала нормативні акти щодо розчистки та регулювання русел судноплавних річок. Постійно вдосконалювалася кадастрова діяльність: окрім земельного, в Австрії проводився та був законодавчо врегульований кадастр й інших природних об’єктів, зокрема, вод, лісів, надр. Закони встановлювали вимоги щодо регулювання і використання та правовий захист внутрішніх водних ресурсів, відповідальність за їх порушення. Австрійська влада приділяла достатню увагу використанню річок на території окремих країв. Для цього фахівцями інженерних служб складалися відповідні розрахунки, робилися креслення з регуляції річок на певних ділянках. Була створена комісія з регуляції річок у Галичині в складі 18 осіб – представників урядової та місцевої влади.. Видано крайовий Водний закон 1875 року, міністерські розпорядження 1875 року, якими впорядковано ведення водного кадастру, встановлення знаків для визначення рівня води. Важливим кроком у розвитку правового захисту водного середовища та об’єктів тваринного світу в ньому, в Австро-Угорській імперії ще в кінці XIX століття було прийняття державного закону про впорядкування рибальства. У період Австро-Угорської імперії проводилися роботи з регулювання русла річки Дністер: дно очищували і поглиблювали, русло вирівнювали, укріплювали береги.  У Станіславському  повіті були назначені відповідальні особи за берегову лінію Дністра.

Село Новосілка розкинулося понад самим Дністром, і знаходилось посередині між селами Лука і Петрилів у верхів’ї течії і селами Золота Липа і Нижнів нижче по течії річки. З розповідей односельців знаємо, що у селі поселився відповідальний Павлусевич, поляк за національністю. Він відповідав за певну ділянку берегової лінії від с. Луки аж до Нижнева, в період з кінця XIX століття і до 1939 р. В його обов’язки входило доповідати про всі порушення, які виникали на береговій лінії, про наноси які спричиняли повені і паводки, займатися організацією укріплення і розчищення берегів та наймати селян на ці роботи, на що влада виділяла кошти. Днопоглиблювальні роботи на р. Дністер виконувались в теплу пору кожного року, аж до 40-х років XX ст. У кожному селі, вздовж Дністра, були спеціальні бригади, які виконували так зване багрування русла.

## Історія
Замок у селі згадано в 1648 р.
Збережена сьогодні дерев'яна церква Різдва Пресвятої Богородиці, перша в історії села, збудована 1729 року. Була дочірньоб (філіяльною) парафії з центром в Петрилові, у церкві святих Косми і Дам'яна. В другій половині XVIII ст. церкву зовні ремонтували. Цікаво, що парафіяни вважають дату ремонту церкви датою її будови, тому на дверях церкви розташували табличку з написом: "Село Новосілка, церква Пресвятої Богородиці, збудована: р. 1872 дня 24/12".
У 1939 році в селі проживало 740 мешканців, з них 730 українців-грекокатоликів і 10 євреїв
Серед відомих людей, які народились в селі, був художник-іконописець Степан Прокопович Гладун, який у свій час розмалював частину церкви у с.Новосілка, малював та реставрував ікони. Батьків Степана Гладуна виселила радянська влада, а хату забрали і зробили з неї клуб і магазин. На сьогодні магазин занедбаний і закритий. А на місці клубу є бібліотека.
2020 відкрито нове приміщення фельдшерсько-акушерського пункту, бібліотеки та клубу.